# Maria Antonina (film 1938)
Maria Antonina (ang. Marie Antoinette) – amerykański film z 1938 w reżyserii W.S. Van Dyke’a oraz Juliena Duviviera.

## Obsada
- Norma Shearer jako Maria Antonina
- Tyrone Power jako Axel Fersen
- John Barrymore jako Ludwik XV
- Robert Morley jako Ludwik XVI
- Anita Louise jako Marie-Thérèse-Louise de Savoie-Carignan
- Joseph Schildkraut jako Ludwik Filip II Orleański
- Gladys George jako Madame du Barry
- Henry Stephenson jako Florimont-Claude Mercy-Argenteau
- Cora Witherspoon jako Anne d’Arpajon
- Barnett Parker jako Louis René Édouard de Rohan
- Reginald Gardiner jako Karol X
- Henry Daniell jako Nicholas de la Motte
- Leonard Penn jako Toulan
- Albert Van Dekker jako hrabia Prowansji
- Alma Kruger jako Maria Teresa Habsburg
- Joseph Calleia jako Drouet
- George Meeker jako Robespierre
- Scotty Beckett jako Ludwik XVII
- Marilyn Knowlden jako Maria Teresa Charlotta de France
- Harry Davenport jako Monsieur de Cosse (niewymieniony w czołówce)
- Nigel De Brulier jako Christophe de Beaumont (niewymieniony w czołówce)
- Walter Walker jako Benjamin Franklin (niewymieniony w czołówce)
- Mae Busch jako Joanna de Saint-Rémy (niewymieniona w czołówce)
- Ruth Hussey jako Yolande Martine Gabrielle de Polastron (niewymieniona w czołówce)
- George Zucco jako naczelnik Conciergerie (niewymieniony w czołówce)

## Nagrody i nominacje
| Nazwa nagrody | Wygrane            | Nominacje |
| ------------- | ------------------ | --- |
| Oscar         | 1939 bez rezultatu | 1939 Najlepsza aktorka pierwszoplanowa Norma Shearer Najlepszy aktor drugoplanowy Robert Morley Najlepsza muzyka oryginalna Herbert Stothart Najlepsza scenografia Cedric Gibbons |